# Federico Turrini
Federico Turrini (Livorno, 21 de julio de 1987) es un deportista italiano que compitió en natación.
Ganó dos medallas de bronce en el Campeonato Europeo de Natación, en los años 2014 y 2016, y dos medallas de bronce en el Campeonato Europeo de Natación en Piscina Corta, en los años 2010 y 2013.

## Palmarés internacional
| Campeonato Europeo                  | Campeonato Europeo       | Campeonato Europeo | Campeonato Europeo |
| Año                                 | Lugar                    | Medalla            | Prueba             |
| ----------------------------------- | ------------------------ | ------------------ | ------------------ |
| 2014                                | Berlín (Alemania)        | Medalla de bronce  | 400 m estilos      |
| 2016                                | Londres (Reino Unido)    | Medalla de bronce  | 400 m estilos      |
| Campeonato Europeo en Piscina Corta |                          |                    |                    |
| Año                                 | Lugar                    | Medalla            | Prueba             |
| 2010                                | Eindhoven (Países Bajos) | Medalla de bronce  | 400 m estilos      |
| 2013                                | Herning (Dinamarca)      | Medalla de bronce  | 400 m estilos      |